# Giovanni Borgi
Giovanni Borgi, bijgenaamd Tata Borgi (papa Borgi) (Rome, 18 februari 1732 - aldaar, 28 juni 1798), was een Italiaans ambachtsman en weldoener. Hij was van arme komaf en wijdde vervolgens zijn leven vooral aan de zorg voor armen en behoeftigen. Hij werkte voornamelijk als opzichter in de bouw, vooral bij kerkelijke projecten, zoals de nieuwbouw van de sacristie van de Sint-Pietersbasiliek.
Hij leeft voort als de stichter van een weeshuis: het Ospizio di Tata Giovanni. Hiervan zou Giovanni Maria Mastai-Ferretti, de latere paus Pius IX, na zijn priesterwijding spiritueel directeur worden. Ferretti zou hier, in 1819 zijn eerste mis dienen. In 1869 keerde hij - als paus - terug naar het weeshuis om daar zijn vijftigjarig priesterjubileum te vieren.